# Wątroba z Piacenzy

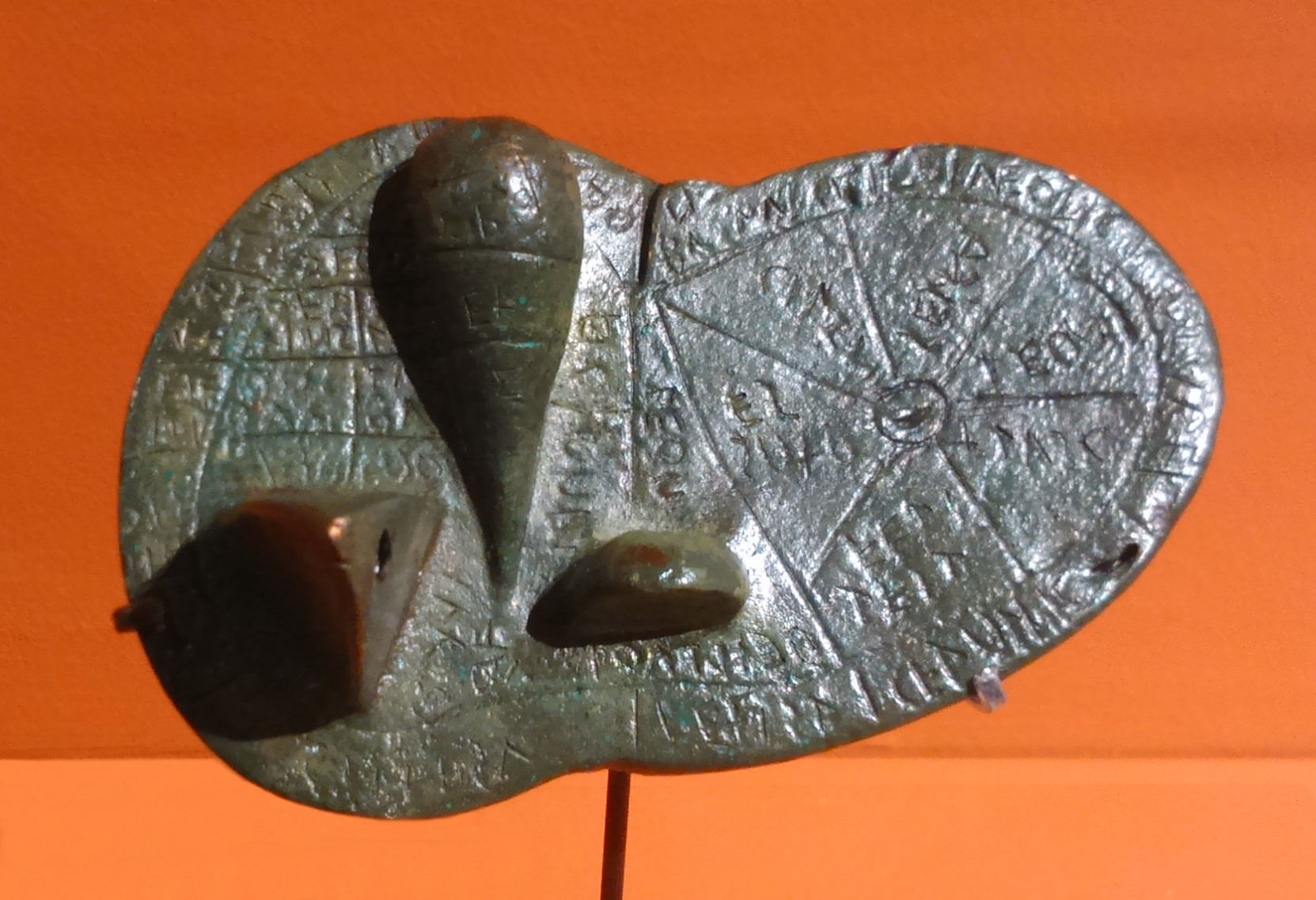
Wątroba z Piacenzy

Wątroba z Piacenzy – odkryty w 1877 roku w Gossolengo koło Piacenzy we Włoszech zabytek w formie wykonanego z brązu modelu wątroby owcy. Zabytek epigraficzny języka etruskiego. Obecnie przechowywana jest w Museo Civico w Piacenzy.
Artefakt ma wymiary 126×76×60 mm i waży 636 gramów. Wykonany został około 100 roku p.n.e., przypuszczalnie w okolicach Chiusi lub Cortony. Miał przeznaczenie religijne i służył haruspikom do nauki sztuki wróżenia z wnętrzności zwierząt.
Zewnętrzny margines wątroby podzielony jest liniami na 16 pól, odpowiadających 16 rejonom nieba. Wnętrze podzielono na 24 pola, zaś spód na 2. W każde z 52 pól wpisane zostało imię bóstwa, zazwyczaj w formie skróconej. Część imion powtarza się. Wśród wymienionych bóstw są tin (Jowisz), uni (Junona), catha (bóg słońca), cel (matka-ziemia), fufluns (Bachus), hercle (Herakles), selvan (Silvanus), usil (słońce), tivr (księżyc).